# Grand menhir de Counozouls
Le grand menhir de Counozouls est un bloc de granite situé à proximité du col de Jau, à Counozouls, dans le département de l'Aude, en France.

## Description
Il n'est pas démontré que ce bloc de granite soit un authentique menhir. Germain Sicard ne le mentionne d'ailleurs pas dans son inventaire de 1926, ce qui est très surprenant vu sa taille. Jean Guilaine et Luc Jallot considèrent qu'il s'agit d'un bloc naturel. La pierre est d'ailleurs située dans un chaos granitique naturel.